# Wetumpka
Wetumpka es una ciudad ubicada en el condado de Elmore en el estado estadounidense de Alabama. En el censo de 2020, su población era de 7220.

## Demografía
En el 2000 la renta per cápita promedia del hogar era de $35,536, y el ingreso promedio para una familia era de $41,500. El ingreso per cápita para la localidad era de $15,729. Los hombres tenían un ingreso per cápita de $32,403 contra $23,234 para las mujeres.

## Geografía
Wetumpka está situado en 32°32′27″N 86°12′28″O / 32.54083, -86.20778 (32.540972, -86.207726)
Según la Oficina del Censo de los EE. UU., la ciudad tiene un área total de 8.91 millas cuadradas (23.07 km²).

## Educación
El Sistema Escolar Pública de Condado de Elmore gestiona escuelas públicas.